# Монте Сан Джусто
Мо̀нте Сан Джу̀сто (на италиански: Monte San Giusto) е градче и община в Централна Италия, провинция Мачерата, регион Марке. Разположено е на 236 m надморска височина. Населението на общината е 8145 души (към 2010 г.).